# Шифрування диска
Шифрування диска — технологія інформаційної безпеки, яка перетворює дані на диску в нечитабельний код, який практично неможливо розшифрувати неавторизованим користувачам. Для шифрування диска використовується спеціальне програмне або апаратне забезпечення, яке шифрує кожен біт сховища.
Вираз англ. full disk encryption (FDE) зазвичай означає, що всі дані на диску знаходяться в зашифрованому вигляді, включаючи завантажувальні системні розділи.

## Класифікація
На ринку існує багато реалізацій шифрування всього диска, і вони можуть сильно розрізнятися за можливостями та безпекою, і їх можна розділити на програмні та апаратні. Апаратні засоби можна розділити на ті, що реалізовані в самому пристрої зберігання даних, та інші, такі як адаптер шини.
Апаратно реалізовані системи повного шифрування всередині диска, називаються самозашифрованими (Self-Encrypted Drive — SED). На відміну від програмно-реалізованого FDE, SED є більш продуктивним. Крім того, ключ шифрування ніколи не залишає пристрій, а отже, він недоступний для вірусів в інфікованій операційній системі.
Для самозашифрованих дисків існує специфікація Trusted Computing Group Opal Storage Specification, яка містить загальноприйняті в індустрії стандарти.

## Прозоре шифрування
Прозоре шифрування (англ. Transparent encryption), також називається шифруванням у реальному часі (англ. real-time encryption) або шифрування на льоту (on-the-fly encryption) — це метод, який використовує певне програмне забезпечення для шифрування диска. Термін «прозоре» означає, що дані автоматично зашифровуються або розшифровуються при читанні або записі, для чого зазвичай потрібна робота з драйверами, для встановлення яких необхідні права адміністратора. Втім, деякі FDE, після встановлення і налаштування адміністратором, дозволяють шифрувати диски звичайним користувачам.
Існує кілька способів організації прозорого шифрування: шифрування розділів і шифрування на рівні файлів. Прикладом першого є шифрування диска, а другого — файлова система (EFS). У першому випадку шифрується вся файлова система на диску (назви папок, файлів, їх вміст і метадані), і без правильного ключа не можливо отримати доступ до даних. У другому випадку шифруються лише дані вибраних файлів.

## Шифрування диска та шифрування файлової системи
Шифрування файлової системи (англ. filesystem-level encryption — FLE) — це процес шифрування кожного файлу в сховищі. Доступ до зашифрованих даних можна отримати тільки після успішної автентифікації. Деякі операційні системи мають власні програми для FLE, а також доступно багато сторонніх реалізацій. FLE є непомітним, а це означає, що будь-хто, хто має доступ до файлової системи, може переглядати назви та метадані зашифрованих файлів, які можуть бути використані зловмисником.
Шифрування на рівні файлової системи відрізняється від повного шифрування диска. FDE захищає дані до моменту аутентифікації користувача, так що у разі втрати або крадіжки диска дані будуть недоступні зловмиснику, але якщо зловмисник отримає доступ до комп'ютера, поки диск залишається розшифрованим, він або вона матиме доступ до всіх файлів у сховищі. FLE, ж, захищає до тих пір, поки користувач не пройде автентифікацію для конкретного файлу, і коли працює з одним файлом, решта залишаються зашифровані, тому FLE можна використовувати в поєднанні з повним шифруванням для більшої безпеки.
Ще одна важлива відмінність полягає в тому, що FDE автоматично шифрує всі дані на диску, тоді як FLE не захищає дані поза зашифрованими каталогами і файлами, тому тимчасові файли і файли підкачки (swap) містять незашифровану інформацію.

## Специфікація Trusted Platform Module
Trusted Platform Module (TPM) — це захищений криптопроцессор, вбудований у материнську плату, який можна використовувати для автентифікації апаратних пристроїв. Він також може зберігати великі двійкові дані, такі як секретні ключі, і пов'язувати їх з конфігурацією цільової системи, що призводить до шифрування, яке можна розшифрувати лише на обраному пристрої.
Є програми, які використовують TPM, такі як BitLocker, і ті, які не підтримують роботу з ним, такі як TrueCrypt.

## Повне шифрування і головний завантажувальний запис
При установці програмно реалізованого FDE на завантажувальний диск операційної системи, яка використовує головний завантажувальний запис (англ. master boot record, MBR), FDE повинен перенаправляти MBR на спеціальне передзавантажене середовище (англ. pre-boot environment, PBE), для виконання передзавантажувальної автентифікації (англ. Pre-Boot Authentication, PBA). Тільки після проходження PBA буде розшифровано завантажувальний сектор операційної системи. Деякі реалізації надають можливість виконувати PBA через мережу
Однак зміна процесу завантаження може привести до проблем. Наприклад, це може перешкодити здійсненню мультизавантаження або призвести до конфлікту з програмами, які зазвичай зберігають свої дані на диску, де після установки FDE, буде розміщено PBE. Так само це може перешкодити пробудженню за сигналом з локальної мережі, так як перед завантаженням потрібно PBA. Деякі реалізації FDE можна налаштувати так, щоб вони пропускали PBA, але це створює додаткові проблеми, якими може скористатися зловмисник. Ці проблеми не виникають із самозашифрованими дисками.

## Механізми відновлення пароля/даних
Для систем шифрування дисків необхідні безпечні та надійні механізми відновлення даних. Реалізація повинна надавати простий і безпечний спосіб відновлення паролів (найбільш важливу інформацію) у разі, якщо користувач їх забуде.
Більшість реалізацій пропонують рішення на основі пароля користувача. Наприклад, якщо є захищений комп'ютер, він може надіслати користувачу, який забув пароль, спеціальний код, який він використовує для доступу до сайту відновлення даних. Сайт задасть користувачеві секретне питання, на яке він раніше давав відповідь, після чого йому буде висланий пароль або одноразовий код відновлення даних. Це також можна реалізувати, звернувшись до служби підтримки.
Інші підходи до відновлення даних, як правило складніші. Деякі FDE надають можливість самостійно відновити дані, не звертаючись до служби підтримки. Наприклад, за допомогою смарт-карти або криптографічних токенів. Існують також реалізації, які підтримують локальний механізм відновлення даних "запитання-відповідь". Однак такі підходи знижують безпеку даних, тому багато компаній не дозволяють їх використання. Втрата автентифікатора може призвести до втрати доступу до даних або доступу до них зловмисника..

## Проблеми безпеки
Більшість програмно-реалізованих систем повного шифрування вразливі до атаки методом холодного перезавантаження, за допомогою якого ключі можуть бути вкрадені. Атака заснована на тому факті, що дані в оперативній пам'яті можуть зберігатися до декількох хвилин після вимикання комп'ютера. Час збереження можна збільшити охолодженням пам'яті. Системи, що використовують TPM, теж уразливі до такої атаки, оскільки ключ, необхідний операційній системі для доступу до даних,  зберігається в оперативній пам'яті.
Програмні реалізації так само складно захистити від апаратних кейлогерів. Є реалізації, здатні їх виявити, але вони апаратно-залежні.